# Quintanas Rubias de Arriba
Quintanas Rubias de Arriba es una localidad española de la provincia de Soria, partido judicial de Burgo de Osma(comunidad autónoma de Castilla y León). Pertenece al municipio de San Esteban de Gormaz.

## Historia
En el censo de 1879, ordenado por el conde de Floridablanca,  figuraba como villa eximida en la intendencia de Soria,  con jurisdicción de señorío y bajo la autoridad del alcalde ordinario de señorío, nombrado por el obispo de Osma. Contaba con 162 habitantes.
A la caída del Antiguo Régimen la localidad se constituye en municipio constitucional en la región de Castilla la Vieja que en el censo de 1842 contaba con 32 hogares y 128 vecinos.
A finales del siglo XX este municipio desaparece porque se integra en el municipio de San Esteban de Gormaz, contaba entonces con 33 hogares y 90 habitantes.

## Geografía humana

### Demografía
| Gráfica de evolución demográfica de Quintanas Rubias de Arriba entre 1842 y 1970 |
| |
| Población de derecho según los censos de población del INE Población de hecho según los censos de población del INEEntre el censo de 1981 y el anterior, este municipio desaparece porque se integra en el municipio 42162 (San Esteban de Gormaz) |

En el año 1981 contaba con 65 habitantes, que se concentraban en el núcleo principal, pasando a 16 en  2010, 11 varones y 5 mujeres.
| Gráfica de evolución demográfica de Quintanas Rubias de Arriba entre 2000 y 2010                 |
|                                                                                                  |
| Población de derecho (2000-2010) según los censos de población del INE a 1 de enero de cada año. |